# Yusuke Tanahashi
Yusuke Tanahashi (棚橋 雄介 Tanahashi Yusuke?, nacido el 9 de abril de 1987 en Tokio) es un futbolista japonés que se desempeñaba como centrocampista.

## Trayectoria

### Clubes
| Club            | País  | Año         |
| --------------- | ----- | ----------- |
| Kataller Toyama | Japón | 2011 - 2014 |
| FC Ryukyu       | Japón | 2012 - 2013 |
| Vonds Ichihara  | Japón | 2015 -      |

## Estadística de carrera

### J. League
| Club            | Año   | J. League | J. League | Copa J. League | Copa J. League | Total | Total |
| Club            | Año   | Part.     | Goles     | Part.          | Goles          | Part. | Goles |
| --------------- | ----- | --------- | --------- | -------------- | -------------- | ----- | ----- |
| Kataller Toyama | 2011  | 3         | 0         | -              | -              | 3     | 0     |
| Kataller Toyama | 2014  | 1         | 0         | -              | -              | 1     | 0     |
| Total           | Total | 4         | 0         | 0              | 0              | 4     | 0     |